# Pat Ryan (Basketballtrainer)
Patrick Ryan ist ein US-amerikanisch-schwedischer Basketballtrainer und ehemaliger -spieler.

## Werdegang

### Spieler
Der aus Cambridge im US-Bundesstaat Massachusetts stammende Ryan spielte Basketball an der Suffolk University in Boston. Der 1,92 Meter große Flügelspieler, der für seine Stärke beim Wurf sowie seine eigentümliche Wurftechnik bekannt war, erzielte für die Hochschulmannschaft insgesamt 1481 Punkte. Im Spieljahr 1977/78 kam Ryan auf einen Punkteschnitt von 27 je Begegnung und war Mannschaftskapitän. Als Berufsbasketballspieler stand Ryan bei Mannschaften in Schweden (BK Star Örebro, Äli Basket) und Neuseeland unter Vertrag.

### Trainer
Er heiratete eine Schwedin, mit der er sich in deren Heimatland niederließ und sich 1991 dem Trainerberuf widmete. Im Spieljahr 2002/03 war er Trainer von M7 Borås, ehe die Mannschaft zurückgezogen wurde. In Luleå war er Trainer von BC Luleå und hatte ferner bis 2009 an der örtlichen Basketballschule eine Stelle inne. Ryan arbeitete auch für den schwedischen Basketballverband und betreute in dessen Auftrag Jugendnationalmannschaften.
Von 2009 bis Sommer 2022 war er bei Borås Basket als Trainer beschäftigt, darunter zwischen 2009 und 2016 der Herrenmannschaft, die er unter anderem im europäischen Vereinswettbewerb FIBA Europe Cup betreute, und anschließend der Damen. Ryan arbeitete in der Stadt Borås auch als Basketballlehrer am Sven Eriksonsgymnasiet. Im Spieljahr 2022/23 betreute Ryan in Island die Damen des Vereins Körfuknattleiksdeild Tindastóls. Im Sommer 2023 wechselte er zum BK Amager nach Dänemark und übernahm das Traineramt bei der Erstliga-Herrenmannschaft des Vereins.

## Privates
Sein Sohn Christopher Ryan spielte ebenfalls Basketball auf der Leistungsebene.